# Una storia semplice
Pour plus de détails, voir Fiche technique et Distribution.
Una storia semplice est un film italien réalisé par Emidio Greco, sorti en 1991.

## Synopsis
Un ancien diplomate revenu dans sa propriété en Sicile est trouvé mort après avoir prévenu la police d'événements étranges. Meurtre ou suicide ? D'autres meurtres adviennent, et la police enquête.

## Fiche technique
- Titre : Una storia semplice
- Réalisation : Emidio Greco
- Scénario : Emidio Greco et Andrea Barbato d'après le roman de Leonardo Sciascia
- Photographie : Tonino Delli Colli
- Musique : Luis Bacalov
- Pays de production : Italie
- Genre : drame
- Date de sortie : 1991

## Distribution
- Gian Maria Volonté : Carmelo Franzò
- Ennio Fantastichini : le chef de police
- Ricky Tognazzi : Brigadier Lepri
- Massimo Dapporto : Surveillant général
- Massimo Ghini : Représentant de commerce
- Paolo Graziosi : Colonel
- Gianluca Favilla : Avocat
- Gianmarco Tognazzi : le fils de Roccella
- Omero Antonutti : Père Cricco
- Tony Sperandeo : Policier
- Macha Méril : la mère de Roccella